# 云南土圞儿
云南土圞儿（学名：Apios delavayi）为豆科土圞儿属下的一个种。